# Platja de Sant Pol (Sant Feliu de Guíxols)
La platja de Sant Pol és una platja urbana del municipi de Sant Feliu de Guíxols (Baix Empordà), situada a la cala de Sant Pol, amb forma de mitja lluna, flanquejada per dos caps rocallosos coberts de pins: la punta d'en Pau i la punta del Molar. El racó de llevant de la platja, d'uns 70 m de longitud, anomenat Racó de s'Agaró, pertany a s'Agaró, del municipi de Castell d'Aro, Platja d'Aro i s'Agaró. Està rodejada per un agradable passeig marítim, amb boniques mansions senyorials, com la Casa de les Punxes o Casa Estrada, d'estil modernista. Sobre la platja hi ha la Taverna del Mar, edifici protegit com a bé cultural d'interès local.
Orientada a l'est, sud-est, a la seva part oest, la platja té una amplada d'uns 40 metres i una llargada d'uns 665 metres. A la part occidental hi ha un cordó dunar que la separa de la part oriental, d'uns 9 metres d'amplada i 160 de llargada. La sorra és de gra mitjà i té un cert to rosat, i l’entrada a l'aigua és poc pronunciada. Està totalment equipada i té bon accés per a persones amb mobilitat reduïda.
L'Agència Catalana de l'Aigua efectua un control setmanal de la qualitat de l'aigua, durant la temporada de bany, amb el resultat d'excel·lent. La platja ha estat distingida amb el distintiu de Bandera Blava, que reconeix internacionalment la qualitat de l'aigua i serveis.
La platja té dos indrets naturals d'interès especial: el primer són les restes fòssils de l'antiga platja, ja que fa mil anys el nivell de l'aigua era més baix i la línia de costa restava bastant més mar endins. Es detecten en caminar sobre plataformes dures. També hi ha, a uns 150 m de les casetes de bany situades damunt la platja, les restes d'un vaixell de fusta, enfonsat als anys 1930, actualment poblades per flora i fauna marina. El segon indret natural singular són les dunes de Sant Pol o dunes de Canyerets, amb plantes específiques que constitueixen un sistema únic.